# Sous les pieds des femmes
Sous les pieds des femmes è un film del 1997 diretto da Rachida Krim e interpretato da Claudia Cardinale.

## Trama
1996, una coppia algerina, Aya e Moncef, vive da quarant'anni in una città nel sud della Francia. Entrambi hanno vissuto a pieno la guerra d'indipendenza sotto il comando di Amin, comandante del Fronte di Liberazione Nazionale, che si apprestano a ricevere in famiglia.
Aya ricorda che la prima volta che ha conosciuto Amin aveva solo ventidue anni, ma era già madre di due bambini. Selvaggia, analfabeta, interamente soggetta all'autorità del marito. Comincia una nuova rivoluzione ed Amin assume Aya come aiutante. La donna è un'attivista esemplare, tenace e coraggiosa. Scopre delle sue doti inaspettate, si emancipa e soprattutto, assapora per la prima volta un senso di libertà.